# Josephine Caroline Lang
Pour les articles homonymes, voir Lang.
 (janvier 2024).
Si vous disposez d'ouvrages ou d'articles de référence ou si vous connaissez des sites web de qualité traitant du thème abordé ici, merci de compléter l'article en donnant les références utiles à sa vérifiabilité et en les liant à la section « Notes et références ».
Josephine Caroline Lang (ou Josefine) puis Köstlin, née le 14 mars 1815 à Munich et morte le 2 décembre 1880 à Tübingen, est une compositrice de Lieder et une chanteuse allemande de l'époque romantique.

## Biographie
Fille de Theobald Lang (1783–1839), violoniste munichois et membre de l'orchestre de la cour de Munich, et de la chanteuse Regina Hitzelberger (1786–1827), elle se révèle très vite comme une enfant prodige. Après avoir reçu très tôt des leçons de piano, dès l'âge de neuf ans, elle écrit ses premières compositions. Ses progrès au piano sont très rapides et dès l'âge de douze ans, elle enseigne, tout en continuant à développer ses dons pour la composition. De santé fragile, elle tente de concilier études et soins.
Plus tard, elle entre dans un collège où elle manifeste des dons pour les langues et la littérature. Elle rend souvent visite à son parrain, le peintre munichois Joseph Karl Stieler (1781–1858), dont elle a hérité du prénom et dont la maison devient son second foyer après le décès de sa mère en 1827. Là, elle a l'occasion de rencontrer de nombreux musiciens connus comme par exemple Felix Mendelssohn (1809–1847), qui par la suite devient le parrain de son premier fils Felix (1842–1868). Elle rencontre aussi Ferdinand Hiller (1811–1885). Mendelssohn, impressionné par ses Lieder, lui donne des conseils pour le contrepoint et la basse continue. Il lui conseille d'aller à Berlin se perfectionner auprès de Adolf Bernhard Marx (1795–1866), mais ses parents refusent.
Les années 1830 sont la période la plus productive de Josephine Lang. En 1831 est publié à Munich, grâce l'appui de Mendelssohn, le premier cahier de Lieder. Dans les années suivantes, elle se produit régulièrement comme chanteuse à la Cour de Munich et dans les salons privés. En 1838, elle se rend à Salzbourg pour rencontrer Constance Mozart, veuve de Wolfgang Amadeus Mozart et de Georg Nikolaus von Nissen. Les deux femmes entretiennent par la suite une correspondance active. À partir de 1835, Josephine Lang retrouve chaque été le pianiste et compositeur Stephen Heller (1813–1888) pour des concerts à Augsbourg. Grâce à lui, elle réussit à avoir ses entrées à la Chapelle Royale de Munich et elle a pu attirer l'attention de Robert Schumann sur ses œuvres. Ce dernier découvre les Lieder de Josephine, les apprécie, les rend publics et en fait une critique dans son journal « Neue Zeitschrift für Musik ». Josephine noue alors une solide amitié avec Clara Schumann (1819–1896). Cette dernière s'assure que les œuvres de Josephine paraîtront non seulement dans le journal de Robert Schumann, mais également dans le Allgemeine musikalische Zeitung ou dans le Allgemeine deutsche Musikzeitung. En 1840, Josephine est enfin nommée au poste de chanteuse de la chapelle de la Cour, et peut se familiariser avec les chefs-d'œuvre de la musique religieuse du catholicisme.
Épuisée par les énormes charges qu'elle assume et par la mort de son père, l'année précédente, elle doit, en 1840, accepter l'ordre de Caroline-Auguste de Bavière (1792–1873), la veuve du roi, et partir en cure à Wildbad Kreuth. Là elle fait la connaissance du juriste Christian Reinhold Köstlin (1813–1856), qu'elle épouse deux ans plus tard, à sa sortie. Ils s'installent à Tübingen, où elle doit assurer le train de vie de la maison et les soins à sa famille. Elle est ainsi conduite à consacrer moins de temps à son art. Ensemble ils ont six enfants, parmi lesquels Theobald, fortement handicapé de naissance. En 1850, son époux tombe malade et meurt en 1856, la même année que Robert Schumann. Après cette disparition et malgré sa santé fragile, Josephine doit nourrir sa famille par ses leçons de piano et de chant et par ses compositions. Parmi ses élèves les plus illustres figurent le Prince Guillaume, futur roi du Wurtemberg (1848–1921) et son cousin le Comte Eugen de Wurtemberg (1846–1877). Elle ne peut consacrer tout le temps nécessaire à son travail de composition et pour la première fois, ses publications connaissent l'échec. C'est grâce à l'aide de ses vieux amis Ferdinand Hiller et Clara Schumann, que quelques-unes de ses publications renouent avec le succès. Cependant de nouveaux coups du sort touchent Josephine. Son fils Felix, qui promettait d'être un artiste talentueux, est atteint à vingt ans d'une maladie mentale et doit être hospitalisé à Winnenden. Il meurt dans un incendie en 1868. Josephine perd également son fils handicapé Theobald en 1873 ainsi que son troisième fils Eugen, mort en 1880 des suites du typhus. Quelques mois plus tard, elle meurt le 2 décembre 1880.

## Famille

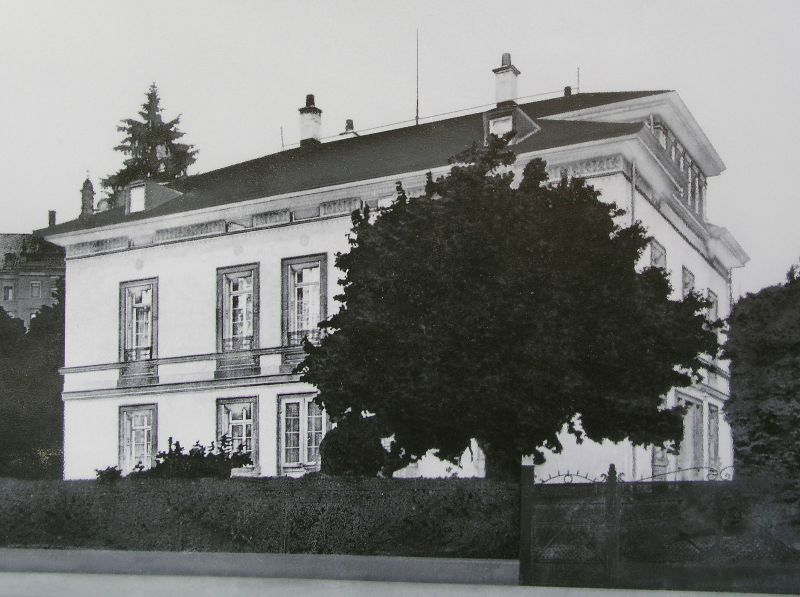
Villa Köstlin

Josephine Caroline Lang se marie le 29 mars 1842 avec Christian Reinhold Köstlin, fils du professeur de théologie et membre du consistoire Nathanael Friedrich von Köstlin (de) (1776–1855) et de Heinrike Schnurrer (1789–1819). Elle a six enfants dont le professeur de théologie et musicologue Heinrich Adolf Köstlin (de), ainsi que Felix Reinhold Köstlin (1842–1868), artiste prometteur, très tôt disparu. Sa fille Maria Regina (1849–1925) a épousé Richard Albert Fellinger (1848–1903) directeur d'une usine Siemens.

## Œuvre
Dans son travail, Josephine Lang est une artiste douée, aux multiples facettes, utilisant aussi bien une technique sévère et économe qu'une virtuosité pianistique, qu'elle fait dialoguer avec les voix. Sur le plan du style, elle est influencée par Mendelssohn et Schumann. À ses débuts, elle choisissait ses textes parmi les poètes contemporains Johann Wolfgang von Goethe (1749–1832), Heinrich Heine (1797–1856), Friedrich Rückert (1788–1866), Justinus Kerner (1786–1862), Nikolaus Lenau (1802–1850) ou August von Platen-Hallermünde (1796–1835), mais aussi des auteurs moins connus comme Wilhelm von Marsano (de) (1797–1871) ou Christoph August Tiedge (1742–1851). Elle mit en musique également toute une série de poétesses comme Louise Brachmann (de) (1777–1822), Helmina von Chézy (1783–1856) et d'autres. Après son mariage, elle utilisa aussi un nombre important de poésies de son époux que celui-ci avait publiées sous le pseudonyme de Christian Reinhold.
Plusieurs de ses compositions ont été transcrites par Mendelssohn, Friedrich Silcher (1789–1860) et d'autres pour chœur d'hommes. Josephine Lang a catalogué elle-même avec des numéros d'opus ses 124 lieder et quelques-unes de ses pièces pour piano, mais elle en avait égaré plus d'une à la suite de diverses circonstances. Son unique fils survivant Heinrich Adolf Köstlin (de) (1846–1907) a travaillé à établir le catalogue de ses œuvres, qui garde aujourd'hui encore sa validité. Ce fils a aussi publié une biographie de sa mère chez Breitkopf & Härtel.
Il est à noter que le choix de ses textes constitue une sorte de journal intime autobiographique, comme elle le reconnait dans plusieurs de ses lettres. À la lecture des textes choisis, on peut suivre les états d'âme du moment, ses problèmes de santé, mais aussi les coups du sort qui ont touché sa famille. Composer avait pour Josephine et selon sa propre interprétation, une fonction thérapeutique.

## Lieder
Liste alphabétique de ses lieder :
- A ballad, op. 15 (Sechs deutsche Lieder) nº 2
- Abermals am See, op. 12 (Sechs Lieder) nº 3 (Texte: Christian Reinhold)
- Abschied, op. 10 (Sechs Lieder) nº 6 (Texte: Ernst Konrad Friedrich Schulze)
- Abschied, op. 11 (Sechs deutsche Lieder) nº 4 (Texte: Justinus Kerner)
- Abschied, op. 13 (Sechs Lieder) nº 1 (Texte: Christian Reinhold)
- Abschied vom Herbst, op. 1 (Acht deutsche Lieder) nº 7 (Texte: Ludwig I, König von Bayern)
- Abschied vom See (Texte: Leopold Lechner)
- 'Ach ich denke' aus dem Roman 'Die Mathildenhöhle' (Texte: Christian Reinhold)
- Als ich zum Erstenmal dich sah, op. 45 (Fünf Lieder aus dem Trompeter von Säckingen) nº 4 (Texte: Joseph Viktor von Scheffel, sous le pseudonyme Angelus Silesius)
- Am Bache, op. 20 (Texte: Christian Reinhold)
- Am Fluße, op. 14 (Sechs deutsche Lieder) nº 2 (Texte: Christian Reinhold)
- Am Morgen (Texte: Christian Reinhold)
- Am Morgen, op. 9 (Sechs Lieder) nº 4 (Texte: Christian Reinhold)
- Am Tag, wo freudiges Entzücken, op. 1 (Acht deutsche Lieder) nº 4
- Am Wasserfall, op. 12 (Sechs Lieder) nº 1 (Texte: Christian Reinhold)
- An den Frühling, op. 1 (Acht deutsche Lieder) nº 2 (Texte: Friedrich von Schiller)
- An den See, op. 14 (Sechs deutsche Lieder) nº 4 (Texte: Christian Reinhold)
- An die Entfernte, op. 13 (Sechs Lieder) nº 5 (Texte: Nikolaus Lenau)
- An die Entfernte, op. 1 (Acht deutsche Lieder) nº 1 (Texte: Johann Wolfgang von Goethe)
- An die Träne (Texte: Erdmann Hunger)
- An einer Quelle, op. 27 (Sechs deutsche Lieder) nº 2 (Texte: Christian Reinhold)
- An einer Quelle (Texte: Christian Reinhold)
- An ___, op. 6 (Vier deutsche Lieder) nº 1 (Texte: G. T.)
- Antwort, op. 11 (Sechs deutsche Lieder) nº 1 (Texte: Johann Ludwig Uhland)
- Arie
- Auf dem Felsen (Texte: Eduard Eyth)
- Auf dem See in tausend Sterne, op. 14 (Sechs deutsche Lieder) nº 6 (Texte: Christian Reinhold)
- Auf der Alpe, op. 3 (Vier deutsche Lieder) nº 2 (Texte: August von Platen-Hallermünde)
- Auf der Reise, op. 22 (Texte: Ludwig Bechstein)
- Auf ein zerbrochnes Herz von Carneol (Texte: d'après George Gordon Noel Byron, Lord Byron)
- Aus der Ferne, op. 13 (Sechs Lieder) nº 3
- Aus der Novelle: Die Mathildenhöhle, op. 14 (Sechs deutsche Lieder) nº 1 (Texte: Christian Reinhold)
- Barcarole, op. 25 (Sechs Lieder) nº 3
- Bei Nacht und Nebel, op. 26 (Sechs Lieder für Mezzosopran oder Alt) nº 2 (Texte: Christian Reinhold)
- Blick' nach oben (Texte: Julius Hammer)
- Blick' nach oben (Texte: Julius Hammer)
- Blumengruß (Texte: Christian Reinhold)
- Blumentrauer, op. 34[36] (Drei Lieder) nº 3 (Texte: Niklas Müller)
- Da liegst du endlich still vor mir (Texte: Christian Reinhold)
- Das Asyl, op. 7 (Sechs Gesänge) nº 5 (Texte: Ludwig I, König von Bayern)
- Das ist die wehmuthvollste Zeit (Texte: Maria Köstlin)
- Das Paradies, op. 25 (Sechs Lieder) nº 6 (Texte: Friedrich Rückert)
- Das Ständchen, op. 43 (Fünf Gesänge für 1 mittlere Singstimme mit Pianoforte) nº 2 (Texte: Johann Ludwig Uhland)
- Das Wunderblümchen, op. 1 (Acht deutsche Lieder) nº 8 (Texte: Theodor Körner)
- Deine blauen Augen (Texte: Heinrich Heine)
- Dem Königs-Sohn (Texte: Max Gottfried von Schenkendorf)
- Den Abschied schnell genommen, op. 15 (Sechs deutsche Lieder) nº 1 (Texte: Johann Ludwig Ferdinand von Deinhardstein)
- Der Herbst, op. 12 (Sechs Lieder) nº 5 (Texte: Christian Reinhold)
- Der Himmel mit all' seinen
- Sonnen wär' mein, op. 23 (Drei Lieder) nº 3 (Texte: Josephine Stieler née von Miller)
- Der kleine Fritz an seine jungen Freunde (Texte: Karl Friedrich Müchler)
- Der Liebe Bann, op. 38[39] (Sechs Lieder) nº 2 (Texte: Niklas Müller)
- Der Pfad den du so oft gezogen, op. 29 nº 2 (in Lieder des Leids) (Texte: Albert Zeller)
- Der Schmetterling, op. 13 (Sechs Lieder) nº 4 (Texte: Heinrich Heine)
- Der Wanderer, op. 3 (Vier deutsche Lieder) nº 1 (Texte: Johann Georg Seegemund, sous le pseudonyme Gottwalt)
- Der Wanderer an die Quellen, op. 13 (Sechs Lieder) nº 2 (Texte: Christoph Wenzel)
- Der Winter, op. 15 (Sechs deutsche Lieder) nº 5 (Texte: Leopold Feldmann)
- Die Abendglocke auf dem Berge, op. 2 (Sechs teutsche [sic] Lieder) nº 6 (Texte: Karoline Pichler)
- Die Augen der Blinden werden aus dem Dunkel und Finsterniss sehen
- Die Blumen sind alle verblüht, op. 34[35] (Zwei Lieder) nº 2 (Texte: Felix Kunde)
- Die Flamme (Texte: Leopold Feldmann)
- Die freien Sänger, op. 7 (Sechs Gesänge) nº 2 (Texte: Friedrich Förster)
- Die holden Wünsche blühen (Texte: Heinrich Heine)
- Die Liebende schreibt (Texte: Johann Wolfgang von Goethe)
- Die Schwalben, op. 10 (Sechs Lieder) nº 3 (Texte: Christoph August Tiedge)
- Die Veilchen, op. 4 (Vier deutsche Lieder) nº 2 (Texte: Johann Georg Jacobi)
- Die Waldglocken (Texte: Eduard Eyth)
- Die wandernde Wolke, op. 12 (Sechs Lieder) nº 6 (Texte: Christian Reinhold)
- Die Wolken, op. 25 (Sechs Lieder) nº 5 (Texte: Felix Reinhold Köstlin)
- Dort hoch auf jenem Berge (Texte: Volkslieder)
- Du bist ja niemals fern von mir
- Du denkst an mich so selten, op. 26 (Sechs Lieder für Mezzosopran oder Alt) nº 3 (Texte: August von Platen-Hallermünde)
- Du gleichst dem klaren blauen See, op. 33[34] (Disteln und Dornen) nº 1 (Texte: Felix Kunde)
- Easter (Texte: d'après Karl Heinrich von Bogatzkey)
- Einen festen Sitz hab' ich veracht't, op. 45 (Fünf Lieder aus dem Trompeter von Säckingen) nº 3 (Texte: Joseph Viktor von Scheffel, sous le pseudonyme Angelus Silesius)
- Einziger Trost (Texte: Ottilie Kleinschrod, sous le pseudonyme Ottilie Malybrok-Stieler)
- Erinnerung (Texte: d'après George Gordon Noel Byron, Lord Byron)
- Es ist noch eine Ruhe vorhanden dem Volk Gottes
- Es sang vor langen Jahren wohl auch die Nachtigall, op. 36[38] (Drei Lieder) nº 1 (Texte: Clemens Maria Wenzeslaus von Brentano)
- Ew'ge Nähe, op. 8 (3 Lieder) nº 3 (Texte: Agnes von Calatin)
- Fee'n-Reigen, op. 3 (Vier deutsche Lieder) nº 4 (Texte: Friedrich von Matthisson)
- Fischer Chor (Texte: Johann Gaudenz Freiherr von Salis-Seewis)
- Fischer Lied (Texte: Leopold Lechner)
- Flieg auf, o deutscher Adler! (Texte: Christian Reinhold)
- Flieg auf, o deutscher Adler! (Texte: Christian Reinhold)
- Frühes Sterben, op. 26 (Sechs Lieder für Mezzosopran oder Alt) nº 4 (Texte: Friedrich Mayer)
- Frühling ist gekommen, op. 27 (Sechs deutsche Lieder) nº 4 (Texte: Christian Reinhold)
- Frühlings-Glaube, op. 25 (Sechs Lieder) nº 1 (Texte: Johann Ludwig Uhland)
- Frühlings-Ahnung, op. 11 (Sechs deutsche Lieder) nº 3 (Texte: Johann Ludwig Uhland)
- Frühlingsgedränge, op. 9 (Sechs Lieder) nº 2 (Texte: Nikolaus Lenau)
- Frühlings-Ruhe, op. 7 (Sechs Gesänge) nº 3 (Texte: Johann Ludwig Uhland)
- Frühzeitiger Frühling, op. 6 (Vier deutsche Lieder) nº 3
- Gebrochen ist der Sturm (Texte: Albert Zeller)
- Gedenke mein, op. 14 (Sechs deutsche Lieder) nº 3 (Texte: Christian Reinhold)
- Gedenkst du mein, op. 10 (Sechs Lieder) nº 1 (Texte: Christian Reinhold)
- Geisternähe, op. 6 (Vier deutsche Lieder) nº 4 (Texte: Friedrich von Matthisson)
- Geistertanz, op. 5 (Vier deutsche Lieder) nº 4 (Texte: Friedrich von Matthisson)
- Getäuscht hat mich ein Schimmer (Texte: Joseph Christian Freiherr von Zedlitz)
- Gib dich dahin in Gottes Sinn, op. 29 nº 3 (in Lieder des Leids) (Texte: Albert Zeller)
- Glockenblume, op. 30 (2 Lieder) nº 1 (Texte: Ottilie Wildermuth)
- Glückliche Fahrt, op. 5 (Vier deutsche Lieder) nº 3 (Texte: Johann Wolfgang von Goethe)
- Gott sei mir Sünder gnädig (Texte: Leopold Franz Friedrich Lehr)
- Heimat
- Herbst-Gefühl (Texte: Friedrich Karl von Gerok)
- Herr, der du rufst dem Morgenroth! (Texte: Friedrich Heinrich Oser)
- Herz, mein Herz, so schweig auch du, op. 28 (2 Lieder) nº 2 (Texte: Josephine Stieler née von Miller)
- Herzens Reise, op. 33[34] (Disteln und Dornen) nº 5 (Texte: Niklas Müller)
- Hexenlied, op. 1 (Acht deutsche Lieder) nº 6 (Texte: Ludwig Heinrich Christoph Hölty)
- Hochzeitlied (Texte: Christian Reinhold)
- Hochzeitsgesang, op. 43 (Fünf Gesänge für 1 mittlere Singstimme mit Pianoforte) nº 1 (Texte: Matthias Claudius)
- Ich gab dem Schicksal dich zurück (Texte: Karl Stieler)
- Ich hab' dich geliebt
- Ich liebe dich und will dich ewig lieben (Texte: Fr. von Weling)
- Ich möchte heim!, op. 41 (Texte: Friedrich Karl von Gerok)
- Im Abendstrahl
- Im Frühling, op. 10 (Sechs Lieder) nº 4 (Texte: Wilhelm Wackernagel)
- Im Herbst, op. 7 (Sechs Gesänge) nº 4, op. 11 (Sechs deutsche Lieder) nº 6 (Texte: Justinus Kerner)
- Im reinsten Gold ich treu bewahr, op. 34[35] (Zwei Lieder) nº 1 (Texte: Felix Kunde)
- Im Wasser wogt die Lilie, op. 40 (Sechs deutsche Lieder) nº 3 (Texte: August von Platen-Hallermünde)
- In die Ferne, op. 8 (3 Lieder) nº 2 (Texte: Hermann Kletke)
- In weite Ferne, op. 15 (Sechs deutsche Lieder) nº 3 (Texte: Johann Gustav Droysen)
- In Welschland, op. 23 (Drei Lieder) nº 1 (Texte: Christian Reinhold)
- In Welschland (Texte: Christian Reinhold)
- Jägerlied (Texte: Theodor Körner)
- 1. Julÿ (Texte: Christian Reinhold)
- Komm Liebchen, op. 9 (Sechs Lieder) nº 6 (Texte: Johann Georg Jacobi)
- Leb' wohl, leb' wohl du schöne Welt!, op. 29 nº 1 (in Lieder des Leids) (Texte: Albert Zeller)
- Lebet wohl, geliebte Bäume, op. 9 (Sechs Lieder) nº 1 (Texte: Johann Wolfgang von Goethe)
- Lebt wohl, ihr Berge, op. 27 (Sechs deutsche Lieder) nº 5 (Texte: Christian Reinhold)
- Letzter Trost (Texte: Justinus Kerner)
- Lieb Kind (Texte: Johann Wolfgang von Goethe)
- Liebesgrüße, op. 3 (Vier deutsche Lieder) nº 3 (Texte: Leopold Feldmann)
- Liebessehnen, op. 1 (Acht deutsche Lieder) nº 3 (Texte: Ludwig I, König von Bayern)
- Lied, op. 15 (Sechs deutsche Lieder) nº 2
- Lied, op. 5 (Vier deutsche Lieder) nº 2 (Texte: Johann Georg Jacobi)
- Lied, op. 15 (Sechs deutsche Lieder) nº 4
- Lied, op. 25 (Sechs Lieder) nº 4 (Texte: Wilhelm Heilwig Carl Robert August von Ungern-Sternberg)
- Lied, op. 40 (Sechs deutsche Lieder) nº 4 (Texte: August von Platen-Hallermünde)
- Lied, op. 6 (Vier deutsche Lieder) nº 2 (Texte: Johann Georg Seegemund, sous le pseudonyme Gottwalt)
- Lied, op. 2 (Sechs teutsche [sic] Lieder) nº 5 (Texte: Ernst Friedrich Georg Otto, Freiherr von der Malsburg)
- Lied, op. 2 (Sechs teutsche [sic] Lieder) nº 4 (Texte: Ernst Friedrich Georg Otto, Freiherr von der Malsburg)
- Lied, op. 9 (Sechs Lieder) nº 5 (Texte: Johannes Alois Blumauer)
- Lied, op. 2 (Sechs teutsche [sic] Lieder) nº 3 (Texte: Karl August Friedrich von Witzleben, sous le pseudonyme A. v. Tromlitz)
- Lied (Texte: Christian Reinhold)
- Lied des jungen Werner, op. 45 (Fünf Lieder aus dem Trompeter von Säckingen) nº 2 (Texte: Joseph Viktor von Scheffel, sous le pseudonyme Angelus Silesius)
- Lied des jungen Werner (Es hat nicht sollen sein), op. 45 (Fünf Lieder aus dem Trompeter von Säckingen) nº 1 (Texte: Joseph Viktor von Scheffel, sous le pseudonyme Angelus Silesius)
- Lied des Katers "Hiddigeigei", op. 45 (Fünf Lieder aus dem Trompeter von Säckingen) nº 5 (Texte: Joseph Viktor von Scheffel, sous le pseudonyme Angelus Silesius)
- Lied zur Geburtstagsfeier der viel geliebten königlichen Mutter Karoline, op. 2 (Sechs teutsche [sic] Lieder) nº 1
- Mailied, op. 40 (Sechs deutsche Lieder) nº 2 (Texte: Johann Wolfgang von Goethe)
- Mein Plätzchen, op. 7 (Sechs Gesänge) nº 6 (Texte: C. J. Widmann)
- Mein Stern, op. 34[36] (Drei Lieder) nº 1
- Mignons Klage, op. 10 (Sechs Lieder) nº 2 (Texte: Johann Wolfgang von Goethe)
- Nach dem Abschied, op. 9 (Sechs Lieder) nº 3 (Texte: Christian Reinhold)
- Nachts, op. 12 (Sechs Lieder) nº 2 (Texte: Christian Reinhold)
- Nähe des Geliebten, op. 5 (Vier deutsche Lieder) nº 1 (Texte: Johann Wolfgang von Goethe)
- Namenlos, op. 13 (Sechs Lieder) nº 6 (Texte: Apollonius August, Freiherr von Maltitz)
- Namenloses (Texte: Apollonius August, Freiherr von Maltitz)
- Neues deutsches Krieg-Lied (Texte: Christian Reinhold)
- Nichts über Ruh (Texte: Agnes von Calatin)
- Nur keinen Abschied, op. 43 (Fünf Gesänge für 1 mittlere Singstimme mit Pianoforte) nº 5 (Texte: Albert Zeller)
- O wärst du da, op. 12 (Sechs Lieder) nº 4 (Texte: Christian Reinhold)
- Ob ich manchmal Dein gedenke, op. 27 (Sechs deutsche Lieder) nº 3 (Texte: Christian Reinhold)
- Ostern (Texte: Karl Heinrich von Bogatzkey)
- Parting song, op. 10 (Sechs Lieder) nº 5 (Texte: d'après Nikolaus Lenau)
- Perle und Lied (Texte: Karl Egon Ebert)
- Rausche, rausche, froher Bach!, op. 36[38] (Drei Lieder) nº 2 (Texte: Friedrich Heinrich Oser)
- Ruhe (Texte: Ignaz Hub)
- Ruhetal, op. 11 (Sechs deutsche Lieder) nº 2 (Texte: Johann Ludwig Uhland)
- Sängers Trost, op. 11 (Sechs deutsche Lieder) nº 5 (Texte: Justinus Kerner)
- Scheideblick, op. 10 (Sechs Lieder) nº 5 (Texte: Nikolaus Lenau)
- Scheiden, op. 43 (Fünf Gesänge für 1 mittlere Singstimme mit Pianoforte) nº 4 (Texte: Christian Reinhold)
- Schilflied, op. 26 (Sechs Lieder für Mezzosopran oder Alt) nº 6 (Texte: Nikolaus Lenau)
- Schlummerlied, op. 4 (Vier deutsche Lieder) nº 1 (Texte: Johann Georg Jacobi)
- Schmetterling, op. 8 (3 Lieder) nº 1 (Texte: E.S.)
- Schon wieder bin ich fortgerissen, op. 38[39] (Sechs Lieder) nº 3 (Texte: Heinrich Heine)
- Schumacher Lied (Texte: August von Kotzebue)
- Seebild
- Seelied, op. 38[39] (Sechs Lieder) nº 6 (Texte: Christian Reinhold)
- Sehnen, op. 15 (Sechs deutsche Lieder) nº 6 (Texte: Josephine Stieler née von Miller)
- Sehnsucht (Texte: Johann Gottfried Herder d'après Jean-Jacques Rousseau)
- Sehnsucht, op. 4 (Vier deutsche Lieder) nº 4 (Texte: August von Platen-Hallermünde)
- Sehnsucht (Texte: Anton Schlude)
- Seid mir gegrüßt!, op. 36[38] (Drei Lieder) nº 3 (Texte: Helene Luise Elisabeth zu Mecklenburg-Schwerin, Prinzessin)
- Seit die Liebste mir entfernt, op. 38[39] (Sechs Lieder) nº 4 (Texte: Heinrich Heine)
- Seit die Liebste war entfernt (Texte: Heinrich Heine)
- Seliger Glaube (Texte: Ottilie Kleinschrod, sous le pseudonyme Ottilie Malybrok-Stieler)
- Seligkeit, op. 2 (Sechs teutsche [sic] Lieder) nº 2 (Texte: Ludwig Heinrich Christoph Hölty)
- Sie liebt mich, op. 33[34] (Disteln und Dornen) nº 4 (Texte: Johann Wolfgang von Goethe)
- Sommerfahrt, op. 43 (Fünf Gesänge für 1 mittlere Singstimme mit Pianoforte) nº 3 (Texte: Friedrich Karl von Gerok)
- Sonnenblick, op. 40 (Sechs deutsche Lieder) nº 1 (Texte: Albert Träger)
- Spinnerlied, op. 7 (Sechs Gesänge) nº 1 (Texte: Johann Georg Jacobi)
- Sprache der Liebe, op. 33[34] (Disteln und Dornen) nº 3 (Texte: Wilhelm Kilzer)
- Ständchen, op. 40 (Sechs deutsche Lieder) nº 6 (Texte: Julius Rodenberg)
- Ständchen (Texte: Robert Reinick)
- Ständchen, op. 4 (Vier deutsche Lieder) nº 3 (Texte: Wilhelm Freiherr von Marsano)
- Stummsein der Liebe (Texte: Justinus Kerner)
- Traumbild, op. 28 (2 Lieder) nº 1 (Texte: Heinrich Heine)
- Traumleben, op. 27 (Sechs deutsche Lieder) nº 1 (Texte: Christian Reinhold)
- Trinklied vor der Schlacht (Texte: Theodor Körner)
- 'Und noch von dir kein Wort' aus der Novelle 'Die Mathildenhöhle' (Texte: Christian Reinhold)
- Und wüßten's die Blumen, op. 40 (Sechs deutsche Lieder) nº 5 (Texte: Heinrich Heine)
- Veilchen (Texte: Ernst Friedrich Georg Otto, Freiherr von der Malsburg)
- Verständniß (Texte: Ignatz G. Weinberg)
- Vögelein, op. 14 (Sechs deutsche Lieder) nº 5 (Texte: Christian Reinhold)
- Vöglein im Walde, op. 34[36] (Drei Lieder) nº 2
- Vorsatz, op. 38[39] (Sechs Lieder) nº 1 (Texte: Robert Eduard Prutz)
- Waldvöglein (Texte: Friedrich Heinrich Oser)
- Wann sehen wir uns wieder, op. 33[34] (Disteln und Dornen) nº 2
- Wein' aus deine Freude
- Wenn das Herz dir ist beklommen (Texte: Christian Reinhold)
- Wenn du wärst mein eigen, op. 23 (Drei Lieder) nº 2 (Texte: Ida Marie Luise Sophie Friederike Gustava Hahn-Hahn)
- Wenn zwei von einander scheiden, op. 33[34] (Disteln und Dornen) nº 6 (Texte: Heinrich Heine)
- Wie glänzt so hell dein Auge (Texte: Agnes von Calatin)
- Wie lieb du mir im Herzen bist, op. 1 (Acht deutsche Lieder) nº 5 (Texte: Josephine Lang d'après Gottfried Wilhelm Fink)
- Wie lieb du mir im Herzen bist, op. 38[39] (Sechs Lieder) nº 5 (Texte: Josephine Lang d'après Gottfried Wilhelm Fink)
- Wie, wenn die Sonn' aufgeht (Texte: Christoph Christian Sturm)
- Wiegenlied, op. 26 (Sechs Lieder für Mezzosopran oder Alt) nº 1
- Wiegenlied in stürmischer Zeit, op. 30 (2 Lieder) nº 2 (Texte: Ottilie Wildermuth)
- Winterseufzer, op. 25 (Sechs Lieder) nº 2
- Zu Tod möcht ich mich lieben, op. 27 (Sechs deutsche Lieder) nº 6 (Texte: Christian Reinhold)
- Zusammen, op. 26 (Sechs Lieder für Mezzosopran oder Alt) nº 5 (Texte: Christian Reinhold)

## Discographie
- Josephine Lang. Dana Mckay, soprano; Thérèse Lindquist, piano. SBPK Duché-o Schallplatten DS 1016-2 (1995).
- Josephine Lang, Johanna Faggy Kinkel; Ausgewählte Lieder. Claudia Taha, soprano; Heidi Kommerell, piano. Bayer Records BR 100 248 (1995).
- Müchner Komponistinnen de Klassik und Romantik. Christel Krömer, soprano; Jutta Vornehm, piano. Musica Bavarica MB 902. Reissued on CD as MB 75121 (1997).
- Âmes sœurs, Lorraine Campet, contrebasse, Nathanaël Gouin, piano. Oeuvres de Lang, Beethoven, Schubert, Schumann, Aparte Music  AP387 - 1CD , 16 mai 2025.